# Пионери
Пионери (на английски: The Pioneers) е исторически роман на американския писател Джеймс Фенимор Купър, издаден през 1823 г. Това е четвъртата книга от пенталогията Коженият чорап.

## Сюжет
Внимание:  Текстът по-долу разкрива сюжета на произведението (или части от него)!
Действието на романа се развива в Северна Америка през 1793 г. Главни герои са Натаниел Бъмпо – Коженият чорап, неговият приятел Чингачгук – индианец-мохикан, съдията Мармадюк Темпъл и дъщеря му Елизабет Темпъл, Оливър Едуардс.
В края на книгата умира големия вожд Чингачгук. Оливър Едуардс и Елизабет се женят. Коженият чорап се сбогува с младоженците и отново поема на път: „Ловецът замина далече на Запад – един от първите сред тези пионери, които откриват в страната нови земи за своя народ“.

## Филмови екранизации
- The Pioneers (1941), американски филм, с участието на Tex Ritter, Karl Hackett и Slim Andrews.